# Robert de Roos
Robert Frans de Roos (Den Haag, 10 maart 1907 - aldaar, 18 maart 1976), was een Nederlandse componist.

## Levensloop
Robert de Roos werd geboren in Den Haag en groeide op in Voorburg. Zijn vader Jacques Reinhard Brandes de Roos was ambtenaar bij het CBS, advocaat en criminoloog. Zijn moeder Helena Betsy Posthumus was toneel- en cultuurdeskundige van Joodse afkomst. Robert en zijn oudere zus Elisabeth de Roos genoten een voor die tijd vrije opvoeding, waarin veel ruimte was voor cultuur. Waar Elisabeth ('Bep') een voorkeur ontwikkelde voor theater, had Robert ('Bob') een voorkeur voor muziek. Hij begon al vroeg te componeren.
Volgens een anekdote toonde de 15-jarige Bob de Roos in 1922 zijn eerste compositie aan Darius Milhaud, toen die in Den Haag op bezoek was. "Onthoud die naam", zei de beroemde Franse componist. De Roos droeg in 1924 zijn eerste sonatine voor piano aan hem op. Hij studeerde van 1923 tot 1926 aan het Koninklijk Conservatorium in Den Haag de vakken piano, viool, altviool en compositie, dat laatste bij Johan Wagenaar. Hij was vanaf 1926 in Parijs privéleerling van Milhaud en ook van Charles Koechlin, Roland Manuel en Pierre Monteux, aan wie hij in 1930 zijn Mouvement symphonique opdroeg. Monteux voerde die in 1931 uit met het Concertgebouworkest. Na zijn terugkeer uit Parijs in 1934 volgde De Roos lessen bij Sem Dresden en later bij de Duitse dirigent Hermann Scherchen, een voorvechter van eigentijdse muziek. Doordat zijn zuster Bep trouwde met E. du Perron raakte hij bevriend met hem en met andere auteurs van Forum, onder wie Menno ter Braak.
De Roos trouwde met Christa Elizabeth von Falkenhayn, kleindochter van Erich von Falkenhayn, Duits generaal in de Eerste Wereldoorlog. Haar vader, de zakenman Fritz von Falkenhayn, vocht ook in de Eerste Wereldoorlog, als vlieger en officier. Door dit huwelijk werd hij als half-Jood gevrijwaard van deportatie tijdens de Tweede Wereldoorlog, al moest hij er zijn genealogie enigszins voor ombuigen. Noodgedwongen nam hij een dubbele positie in. Hij onderhield contacten met het verzet en werd in 1944 een week door de Duitse bezetters vastgehouden in de Scheveningse gevangenis. Aan de andere kant kon hij zelfs lid worden van de Nederlandsche Kultuurkamer, al speelde hij daar geen actieve rol. Zijn werk mocht in de oorlogsjaren, na aanvankelijke problemen, worden uitgevoerd en hij kreeg diverse compositieopdrachten.
Robert de Roos heeft zijn muzikale werkzaamheden altijd gecombineerd met ander werk. Vanaf 1935 was hij redactiesecretaris van Cobouw, het vakblad voor de bouwwereld, maar na de bevrijding speelde zijn maatschappelijke loopbaan zich van 1946 tot 1973 af in de diplomatie. Hij was cultureel attaché en ambassaderaad voor culturele zaken op de Nederlandse ambassades in Parijs, Caracas, Londen en Buenos Aires. Hij speelde een rol in de oprichting van het Institut Néerlandais in Parijs in 1956. Aan het eind van zijn diplomatieke loopbaan was hij hoofd van het Nederlands Informatie Bureau voor Latijns-Amerika.
Daarnaast bleef hij zeer actief als componist. Op zijn naam staan meer dan honderd werken. Zijn orkestwerken werden tijdens zijn leven regelmatig uitgevoerd, vooral door Willem van Otterloo met het Residentie Orkest. In de periode 1931 tot 1946 kregen vier van zijn werken uitvoering door het Concertgebouworkest, daarna niet meer (gegevens 2022). De componist soleerde in 1946 in zijn eigen pianoconcert onder leiding van Hein Jordans. In april van datzelfde jaar schreef hij de muziek voor het openluchtspel Op het puin dat in mei 1946 in Arnhem werd opgevoerd ter viering van de bevrijding van de zwaar getroffen stad. De Roos' muziek voor het spel werd in 2020 teruggevonden, opnieuw uitgevoerd en op cd gezet.
De Algemene Muziek Encyclopedie vermeldt als belangrijkste werken uit zijn naoorlogse periode onder meer Compositione per orchestra uit 1962, Quattro per due voor hobo en altviool uit 1966 en Rapsodia e danza per 2 flauti e orchestra uit 1973. Na zijn dood in 1976 werden zijn composities vergeten. Dat lot onderging het werk van de meeste Nederlandse componisten van zijn generatie. Door enkele cd-opnamen, onder meer van een viertal strijkkwartetten, kwam de belangstelling voor De Roos enigszins terug. In april 2014 verscheen over Robert de Roos een biografie, geschreven door Jurjen Vis.

## Werken
Na een vroege periode, waarin De Roos nog geen eigen muzikale persoonlijkheid had gevonden en zich sterk liet leiden door invloeden uit de Duitse en Franse muziek van zijn tijd (bijvoorbeeld van "Les Six"), ontwikkelde hij een complexe, karakteristieke stijl waarin veel gebruik wordt gemaakt van contrapunt. In een groot deel van zijn werk komen fugatische elementen voor. Hij componeerde veel voor symfonieorkest, onder meer diverse soloconcerten, en een opera in één bedrijf, Die Vision. Daarnaast kamermuziek waaronder acht strijkkwartetten (het laatste onvoltooid), toneelmuziek, liederen en koorwerken. Vanaf ongeveer 1960 componeerde hij vrijwel uitsluitend atonaal. De emotionele lading die hij zijn muziek meegaf werd er niet kleiner door.
- Bibliothèque nationale de France: cb155915900 (data)
- Gemeinsame Normdatei: 103940308
- International Standard Name Identifier: 0000 0000 7778 9709
- Library of Congress Control Number: no99082604
- MusicBrainz: 0c26edcc-780c-46fc-a3ff-0ad811ef4e17
- Nationale Bibliotheek van Tsjechië: mzk2014852911
- Nederlandse Thesaurus van Auteursnamen: 071014527
- Virtual International Authority File: 22459707
- WorldCat: E39PBJy4cvVvXB4dF8cxxQ4cyd